# 埃吉迪乌斯·艾林

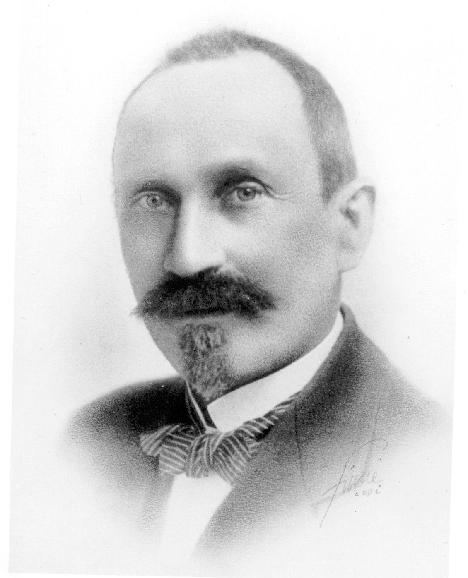
Ægidius Elling

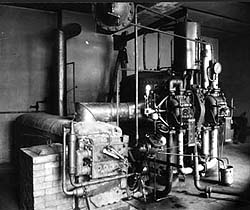
埃吉迪乌斯·艾林所制造的燃气涡轮发动机

延斯·威廉·埃吉迪乌斯·艾林（挪威語： Jens William Ægidius Elling，1861年7月26日—1949年5月27日），挪威工程师，被视作燃气轮机之父。他制造了首台能靠燃烧产生的动力对外做功的燃气涡轮发动机。